# كنيسة البشارة للروم الأرثوذكس
كنيسة البشارة للروم الأرثوذكس أو كنيسة الملاك جبرائيل هي كنيسة أرثوذكسية شرقية تقع في مدينة الناصرة شمالي إسرائيل. على الأرجح أنها أنشئت في البداية خلال العهد البيزنطي خلال فلسطين الأولى، تم إعادة بناؤها في زمن الحروب الصليبية، ومرة أخرى في القرن ال18 تحت حكم ظاهر العمر، حاكم العرب في منطقة الجليل.
تقع هذه الكنيسة فوق نبع عين العذراء الموجود داخل المغارة الذي كانت تستقي منه مريم العذراء، والذي لا يزال قائمًا حتى الآن داخل هذه الكنيسة التي تعرف أيضًا بكنيسة الملاك جبرائيل حيث بُشرت مريم العذراء بولادتها يسوع المسيح.
تقسم الكنيسة إلى قسمين: مبنى الصلاة المركزي من القرن الـ 18 والقسم القديم الذي بقي بحالة جيدة من القرن الـ 12، الذي يمكن الوصول إليه من خلال معبر مقوس مرصوف من الداخل ببلاط عثماني. نجد في القبو منبرا مرتفعا وخلفه المنبع الذي تتدفق منه مياه العين من فوق الكنيسة، عبر الكنيسة إلى السبيل الذي يقع في دوار مريم، المشهور أيضا باسم «بئر مريم». كتبت على الجدران عبارة تتحدث عن البشارة والعين. في المكان الذي يبدأ فيه الرواق نجد بئر ماء مرتفعًا لتسهيل استعماله على الحجاج الذين يأخذون المياه المقدسة من هنا. فوق المذبح لوحة للبشارة.
في طابق الكنيسة السفلي توجد مغاور تعود إلى القرن الأول وتشكل جزءًا من قرية الناصرة القديمة، فيها جرن مع رموز لسر العماد ترقى إلى عهد الجماعة المسيحية الأولى وسبع درجات ترمز إلى مواهب الروح القدس، وبركة مرصوفة بالفسيفساء عليها رموز لستة أجواق الملائكة، والحجر في وسط البركة يرمز إلى المسيح، وعلى جدران البركة قناة صغيرة ترمز إلى نهر الأردن.
ويُعتقد أيضًا أن مياه البئر المقدسة تحمل قوة خاصة عندما يتعلق الأمر بالحب والزواج. يُقال إنه إذا شرب زوجان من البئر معًا، فإن حبهما سيتم مباركتهما ويزداد احتمال زواجهما.
بينما لا يوجد أساس علمي لهذا الاعتقاد، فهو تقليد تم تناقله عبر الأجيال. يزور العديد من الأزواج كنيسة بئر مريم على أمل أن يزيد الماء المقدس من ارتباطهما ويقودهما إلى زواج سعيد.
"ويؤكد آلاف الأشخاص من مختلف أنحاء العالم أنهم شهدوا هذه المعجزة بأنفسهم، حيث شعروا بتأثير مياه البئر على حياتهم العاطفية وزواجاتهم، مما زاد من إيمانهم بقوة هذا المكان المقدس."